# Dietmar Huhn
Dietmar Hartmut Huhn (Tanneberg, 31 agosto 1944) è un attore tedesco.

## Biografia
Prima di studiare recitazione, Dietmar ha imparato il mestiere di ceramista. Poi ha studiato presso la Scuola di Teatro di Lipsia e, dopo una pausa di un anno e mezzo trascorsi come soldato dell'esercito, lavorò li per 20 anni interpretando molti ruoli. Durante quest'attività, è stato anche docente di drammaturgia presso il Teatro Studio dell'università di Lipsia e alla Scuola di Cinema "Konrad Wolf" di Potsdam-Babelsberg. Successivamente, ha giocato alla Volskbune Est di Berlino. In tv è apparso per brevi periodi in piccole serie, ma il ruolo che l'ha fatto conoscere in Germania e in Europa ce l'ha proprio in una serie del piccolo schermo: interpreta fino al 2011 Horst "Otto" Herzberger in Squadra Speciale Cobra 11. Dietmar è appassionato di sport acquatici, di pittura, di scultura e scrive brevi poesie e brevi racconti nel suo tempo libero. Nel 2012 interpreta Bernd Sieverstedt (dalla puntata 2 alla 30) in Wege zum Glück - Spuren im Sand, poi sostituito, per problemi di salute, da Klaus Peeck (puntata 31 - 99).